# Snookersäsongen 2000/2001
Snookersäsongen 2000/2001 behandlar säsongen för de professionella spelarna i snooker.

## Nyheter
Denna säsong spelades åtta rankingturneringar, en mindre än säsongen 1999/2000. Det var Malta Grand Prix som förlorade sin rankingstatus från året innan. Turneringen spelades dock fortfarande som inbjudningsturnering, men det var sista året under detta namn, följande säsong bytte man namn till European Open. Detta var även sista säsongen som lagtävlingen Nations Cup ingick på snookertouren, sedan dess har det inte funnits någon lagtävling i snookerkalendern.

## Tävlingskalendern
| Inbjudningsturneringar |
| Rankingturneringar     |

| År   | Datum             | Turnering                    | Plats                 | Vinnare           | Finalist          | Resultat |
| ---- | ----------------- | ---------------------------- | --------------------- | ----------------- | ----------------- | -------- |
| 2000 | 26 aug - 3 sep    | Champions Cup                | Brighton, England     | Ronnie O'Sullivan | Mark Williams     | 7-5      |
| 2000 | 1-8 oktober       | British Open                 | Plymouth, England     | Peter Ebdon       | Jimmy White       | 9-6      |
| 2000 | 13-22 oktober     | Grand Prix                   | Telford, England      | Mark Williams     | Ronnie O'Sullivan | 9-5      |
| 2000 | 24-29 oktober     | Scottish Masters             | Motherwell, Skottland | Ronnie O'Sullivan | Stephen Hendry    | 9-6      |
| 2000 | 5-16 november     | Benson & Hedges Championship | England               | Shaun Murphy      | Stuart Bingham    | 9-7      |
| 2000 | 18 nov - 3 dec    | UK Championship              | Bournemouth, England  | John Higgins      | Mark Williams     | 10-4     |
| 2000 | 9-17 december     | China Open                   | Shenzen, Kina         | Ronnie O'Sullivan | Mark Williams     | 9-3      |
| 2001 | 13-21 januari     | Nations Cup                  | Reading, England      | Skottland         | Irland            | 6-2      |
| 2001 | 24-28 januari     | Welsh Open                   | Cardiff, Wales        | Ken Doherty       | Paul Hunter       | 9-2      |
| 2001 | 4-11 februari     | Masters                      | London, England       | Paul Hunter       | Fergal O'Brien    | 10-9     |
| 2001 | 21-25 februari    | Malta Grand Prix             | Portomaso, Malta      | Stephen Hendry    | Mark Williams     | 7-1      |
| 2001 | 11-17 mars        | Thailand Masters             | Bangkok, Thailand     | Ken Doherty       | Stephen Hendry    | 9-3      |
| 2001 | 27 mars - 1 april | Irish Masters                | Dublin, Irland        | Ronnie O'Sullivan | Stephen Hendry    | 9-8      |
| 2001 | 8-15 april        | Scottish Open                | Aberdeen, Skottland   | Peter Ebdon       | Ken Doherty       | 9-7      |
| 2001 | 21 april - 7 maj  | VM i snooker                 | Sheffield, England    | Ronnie O'Sullivan | John Higgins      | 18-14    |
| 2001 | 12-13 maj         | Premier League Slutspel      | Inverness, Skottland  | Ronnie O'Sullivan | John Higgins      | 9-7      |